# Club Sportif Alliance Dudelange
Il Club Sportif Alliance Dudelange è stata una squadra di calcio lussemburghese con sede a Dudelange. Il club ha vinto 2 coppe del Lussemburgo.

## Storia
Il club venne fondato nel 1916 a seguito della fusione dell'Étoile Rouge Dudelange e dell'Étoile Bleue Dudelange. Durante l'occupazione nazista del Lussemburgo il club assunse il nome di FV Rot-Schwarz Düdelingen.
Nel 1961 e 1962 l'Alliance ha vinto due Coupe de Luxembourg, sconfiggendo in entrambe le finali l'Union Luxembourg. Grazie alle affermazioni in coppa l'Alliance ha partecipato a due edizioni della Coppa delle Coppe, venendo eliminato agli ottavi nell'edizione 1961-1962 dal Motor Jena ed al primo turno in quella seguente dal B 1909. Nel 1969 l'Alliance raggiunse la sua terza finale di coppa nazionale, sempre contro l'Union Luxembourg, perdendola.
Il 26 aprile 1991 si fonde con lo Stade Dudelange e l'US Dudelange per dare origine al F91 Dudelange.
La squadra rappresentava la comunità italo-lussemburghese di Dudelange e fu presieduta anche da Luigi Rech, primo sindaco lussemburghese di chiara origine italiana.

## Palmarès

### Competizioni nazionali
- Coppa del Lussemburgo: 2

1960-1961, 1961-1962

### Altri piazzamenti
- Campionato lussemburghese:

Secondo posto: 1961-1962
- Coppa del Lussemburgo:

Finalista: 1968-1969